# Красно (Брда)
Красно (словен. Krasno) — поселення в общині Брда, Регіон Горишка, Словенія. Висота над рівнем моря: 265,5 м.